# 陳應堂
陳應堂（1559年—？），字献甫，号景梅，福建泉州府南安县梅溪人，明朝政治人物。

## 生平
萬曆十年（1582年）壬午科福建乡试舉人，二十六年（1598年）戊戌科進士，吏部觀政，授大理寺评事，处理案件明察隐情，曾办理一些著名冤案。如成都千户长以三十人守堡，所抵千馀番，其挥帅实用贪暴如起衅，堡陷并坐辟，但挥帅以征倭立功免，千长独系狱。应堂以首祸者既以功赎，在事者不应专坐，松藩卫人格土夷致死，用夷俗折产赔给，仍要处绞刑。应堂谓既责以夷俗不宜复坐以汉法。二狱皆得论减。有盗报诬无辜，吏持之急，其母买赃自枉，讯者竟判其子死刑，关押死牢十馀年。应堂侦得冤情，立即释放。萬曆三十二年（1604年）升大理寺副，三十三年五月恤刑四川，升右寺正，三十五年擢广东潮州府知府。潮州与福建漳泉为唇齿，沿途奸寇滋扰，官军追捕则避入海中，无法追究。应堂加强防范，五里一堡十里一垛，行旅宴然。应堂还留心试士，严若部伍，当其任上涌现不少人材。后有人出于妒忌企图陷害他，他遂奉母归，并说：“吾以一禄荣亲，愿毕矣？”越年丁母艰，哀毁骨立，辞官不复出。他平时俭约自持，而收恤族人外姻，增创大宗祠，建造凤凰桥，倾囊无所吝，性醇和与物无忤，舆论归之。

## 家族
曾祖祚，乡宾。祖父陈端卿，字舜臣，号松东，庠生。父陈学朱，字尔大，号梅谷，庠生，贈大理寺评事。
娶郡城庠生江万程之女，生一子：陈逢文。